# Јурај Јакубиско
Јурај Јакубиско (чеш. Juraj Jakubisko; Којшов, 30. април 1938 — Праг, 24. фебруар 2023) био је словачки филмски режисер. Режирао је петнаест дугометражних филмова, између 1967. и 2008. године. Често преузима двоструку улогу сниматеља, а често је заслужан и као писац сценарија јер обично пише или је помоћник писца сценарија за своје филмове. Филмски критичари и новинари су га 2000. године прогласили за најбољег словачког режисера 20. века. Његов рад се често описује као магични реализам.

## Каријера
Пре него што је ушао у филмску индустрију, Јакубиско је предавао фотографију у средњој школи за примењену уметност у Братислави и радио је за телевизијску кућу у Кошицама. Године 1960. преселио се у Праг где је похађао филмску и ТВ школу Академије сценских уметности (ФАМУ), где је студирао филмску режију код Вацлава Васермана. Дипломирао је 1965. и почео да ради са Алфредом Радоком у позоришту Латерна Магика у Прагу. Почео је да осваја међународно признање својим експерименталним кратким филмовима пре него што је снимио свој први дугометражни играни филм  Kristove roky из 1967. године. Овај филм је освојио награду ФИПРЕСЦИ и награду Јосеф вон Стернберг у Манхајму у Немачкој. Његов следећи филм, Zbehovia a pútnici, освојио је награду Мали лав за младе уметнике на Венецијанском филмском фестивалу.
На Јакубискову каријеру су снажно утицали политички догађаји у Чехословачкој, а његов рад је био суочен са цензуром у периоду након инвазије Варшавског пакта предвођеног Совјетским Савезом као одговор на Прашко пролеће. Током периода „нормализације“ који је уследио, снимио је неколико документарних филмова, али ниједног већег играног филма. Снимио је Tri vrecia cementu a živý kohút 1976. године, али је објављен тек 1978. године.
Снимању дугометражних филмова вратио се 1979. године са Postav dom, zasaď strom, који је ипак био забрањен због својих антирежимских порука, али не пре него што је добио позитиван пријем на филмском фестивалу у Амстердаму. Успех у Амстердаму показао се окрепљујућим за Јакубисково дело, што је довело до плодног периода, који је кулминирао у епу Tisícročná včela из 1983. Овај филм је постигао огроман успех, распродавао се у биоскопима много недеља након објављивања и освајао награде на филмским фестивалима у Севиљи и Венецији. Филм је касније проглашен за најбољи филм 1980-их од стране чехословачких новинара.
Године 1985. Јакубиско је режирао дечији филм, Perinbaba, са Ђулијетом Масином, женом Федерика Фелинија, са којом је Јакубиско такође имао блиско пријатељство. Његов филм Sedím na konári a je mi dobre, објављен три месеца пре краја комунистичког режима у Чехословачкој, освојио је више међународних признањa, укључујући и Велику награду на Московском међународном филмском фестивалу 1990. Године 1990. такође је закаснело објављено Јакубиско надреалистички политички хорор Јакубисковог надреалистичког политичког хорора, Dovidenia v pekle, priatelia, који је комунистички цензор забранио 20 година раније.
Јакубиско и његова супруга су се преселили у Праг након распада Чехословачке 1993. године и основали продукцијску компанију Jakubisko films. Јакубисков следећи дугометражни филм био је Nejasná zpráva o konci světa (1997), сатирична комедија заснована на Нострадамусовим пророчанствима. Филм је освојио четири награде Чешки лав. Године 1998. Јакубиско се придружио Европској филмској академији, а такође је награђен наградом Маверицк од стране Taos Talking Pictures филмског фестивала. Филмски писци су га 2000. године прогласили за најбољег словачког редитеља 20. века. Добио је награду Златни печат у Београду за допринос светској кинематографији.
У јуну 2001. именован је за предавача на ФАМУ, његовој алма матер, и награђен је наградом за животно дело од стране Масарикове академије уметности у Прагу. Године 2002. добио је чешког лава за уметничка достигнућа и примио је Прибин крст од словачке владе, специјалну награду која се додељује онима који су помогли економски, друштвени или културни развој Словачке. Његов следећи филм био је Post coitum (2004), комедија о љубави са Франком Нером у главној улози.

### Грофица Батори
2008. године изашао је Грофица Батори са Аном Фрил у улози Елизабете Батори, мађарске грофице из 16.-17. века, за коју се често тврдило да је једна од најплоднијих масовних убица у историји. Била је на гласу да се купала у крви младих Словакиња. Фамке Јансен је првобитно требала да игра главну улогу.
Поред тога што је Јакубискоов први филм на енглеском језику, Грофица Батори је објављен као најскупља филмска продукција у историји чешке или словачке кинематографије, који укључује инвестиције бројних компанија широм Европе.
Године 2007. објављено је да су два бивша радника продукције, Јан Милић и Карел Лупомески, украли копију филма из студија у Прагу и претили да ће је објавити на интернету ако им се не да 12.000 фунти. Убрзо су ухапшени и филм је пронађен, очигледно без објављивања на интернету. Пар је проглашен кривим и осуђен је на осам и десет месеци условне казне због покушаја уцене продуценткиње Деане Јакубишкове-Хорватове.
Светска премијера филма Грофица Батори одржана је на Филмском фестивалу у Карловим Варима, 10. јула 2008. Филм је проглашен за најуспешнији филм свих времена у Словачкој.

### Касније активности
У мају 2012. у Прагу је добио трансплантацију срца.
Јакубиско је 2013. објавио први део своје аутобиографије Živé stříbro.
Тренутно ради на бајци, наставку Perinbaba. Премијера филма у биоскопима заказана је за зиму 2022.
Дуги низ година живео је у Прагу где је умро 24. фебруара 2023.

## Филмографија
| Година  | Наслов                                          |
| ------- | ----------------------------------------------- |
| 1960    | Posledný nálet                                  |
| 1960    | Každý den má svoje jméno                        |
| 1961    | Strieborný vietor                               |
| 1962    | Prvá trieda                                     |
| 1963    | Mlčení                                          |
| 1965    | Déšť                                            |
| 1965    | Čekají na Godota                                |
| 1967    | Kristove roky                                   |
| 1968    | Zbehovia a pútnici                              |
| 1969    | Vtáčkovia, siroty a blázni                      |
| 1970/90 | Dovidenia v pekle, priatelia!                   |
| 1972    | Stavba storočia                                 |
| 1975    | Slovensko - krajina pod Tatrami (TV)            |
| 1977    | Bubeník Červeného kríža                         |
| 1978    | Tri vrecia cementu a živý kohút                 |
| 1979    | Postav dom, zasaď strom                         |
| 1981    | Nevera po slovensky I., II.                     |
| 1983    | Tisícročná včela                                |
| 1985    | Perinbaba                                       |
| 1987    | Pehavý Max a strašidlá                          |
| 1987    | Frankensteinova Teta (mini) TV serál            |
| 1989    | Sedím na konári a je mi dobre                   |
| 1990    | Takmer ružový príbeh (TV)                       |
| 1992    | Lepšie byť bohatý a zdravý ako chudobný a chorý |
| 1997    | Nejasná zpráva o konci světa                    |
| 2004    | Post coitum                                     |
| 2008    | Госпођица Батори                                |
| 2020    | Perinbaba 2                                     |

## Награде
Јакубиско је награђиван на више од осамдесет међународних филмских фестивала.

### Награде за одређене филмове
| Година | Филм                                             | Фестивал/Тело за доделу награда          | Локација                      | Награде                                                                    |
| ------ | ------------------------------------------------ | ---------------------------------------- | ----------------------------- | -------------------------------------------------------------------------- |
| 1984   | Tisícročná včela                                 | 22. Фестивал чехословачког филма         | Бањска Бистрица, Чехословачка | • Главна награда                                                           |
| 1984   | Tisícročná včela                                 | 4. филмски фестивал у Севиљи             | Севиља, Шпанија               | • Главна награда                                                           |
| 1984   | Tisícročná včela                                 | ФЕСТ Београд                             | Београд, Југославија          | • Награда УНИЦЕФ-а                                                         |
| 1984   | Tisícročná včela                                 | 40. Венецијански филмски фестивал        | Венеција, Италија             | • Златни феникс за најбољу уметничку режију и кинематографију              |
| 1984   | Tisícročná včela                                 | • Награда чехословачких новинара         |                               |                                                                            |
| 1985   | Perinbaba                                        | 41. Венецијански филмски фестивал        | Венеција, Италија             | • Католичка награда                                                        |
| 1986   | Perinbaba                                        | Међународни филмски фестивал у Хихону    | Хихон, Шпанија                | • Награда жирија за најбоље специјалне ефекте                              |
| 1986   | Perinbaba                                        | 42. Венецијански филмски фестивал        | Венеција, Италија             | • Сертификат за заслуге RAI II                                             |
| 1986   | Perinbaba                                        | Београдски филмски фестивал              | Београд, Југославија          | • Награда публике за најбољи филм                                          |
| 1986   | Perinbaba                                        | 4. филмски фестивал за yought Лион       | Лион, Француска               | • Награда младог члана публике за најбољи филм                             |
| 1986   | Perinbaba                                        | 24. Фестивал чехословачког филма         | Бањска Бистрица, Чехословачка | • Награда за уметничку продукцију                                          |
| 1986   | Perinbaba                                        | Злински филмски фестивал                 | Злин, Чехословачка            | • Специјална награда жирија                                                |
| 1986   | Perinbaba                                        |                                          | Братислава, Словачка          | • Медаља за словачки филм                                                  |
| 1987   | Perinbaba                                        | Римуски међународна филмска карусел      | Римуски, Квебек               | • Главна награда Camerio                                                   |
| 1987   | Perinbaba                                        | 1. Међународни филмски фестивал за децу  | Буенос Ајрес, Аргентина       | • Главна награда                                                           |
| 1989   | Sedím na konári a je mi dobre                    | Венецијански филмски фестивал            | Венеција, Италија             | • Сертификат за заслуге RAI II                                             |
| 1990   | Sedím na konári a je mi dobre                    | Филмски фестивал у Стразбуру             | Стразбур, Француска           | • Награда жирија - Награда Alsace Media de Strasbourg                      |
| 1990   | Sedím na konári a je mi dobre                    | Фестивал чехословачког филма             | Бањска Бистрица, Чехословачка | • Специјална награда жирија                                                |
| 1990   | Sedím na konári a je mi dobre                    | Московски међународни филмски фестивал   | Москва, Совјетски Савез       | • Главна награда                                                           |
| 1993   | Lepší je být bohatý a zdravý než chudý a nemocný | 9. Међународни филмски фестивал Фестроја | Сетубал, Португал             | • Велика награда (Златни делфин)                                           |
| 1997   | Nejasná zpráva o konci světa                     | Flaiano Prizes                           | Пескара, Италија              | • Најбољи режисер - Златни делфин                                          |
| 1998   | Nejasná zpráva o konci světa                     | Словачки књижевни фонд                   |                               | • Специјална награда за режију                                             |
| 1998   | Nejasná zpráva o konci světa                     | Филмски фестивал у Сан Дијегу            | Сан Дијего, САД               | • Награда за најбољу режију                                                |
| 1998   | Nejasná zpráva o konci světa                     | Светски филмски фестивал у Монтреалу     | Монтреал, Канада              | • Награда за највећи уметнички допринос и кинематографију године           |
| 1998   | Nejasná zpráva o konci světa                     | Taos Talking Pictures филмски фестивал   | Таос, САД                     | • Награда за визуелни допринос у кинематографији                           |
| 1999   | Sedím na konári a je mi dobre                    | Cran Gavier '99                          | Француска                     | • Најбољи филм                                                             |
| 2001   | Kytice                                           | Награде чешког лава 2000                 | Чешка                         | • Најбољи филмски постер                                                   |
| 2009   | Госпођа Батори                                   | Арт Филм Фест                            | Тренчинске Тјеплице Словачка  | • Награда Игрић (награда за уметничко обликовање филма)                    |
| 2009   | Госпођа Батори                                   | Награде чешког лава 2008                 | Чешка                         | • Најбољи уметнички материјал године - Најбољи уметник и уметнички концепт |
| 2010   | Госпођа Батори                                   | Награда Sun in a Net                     | Словачка                      | • Најбољи уметнички дизајн                                                 |
| 2010   | Госпођа Батори                                   | Добротворни филмски фестивал у Монаку    | Монако                        | • Најбоље уметничко остварење                                              |

### Друга признање
| Година | Тело за награђивање(Измењено)Врати оригинал        | Локација                      | Награде |
| ------ | -------------------------------------------------- | ----------------------------- | --- |
| 1991   | AFI Фест                                           | Лос Анђелес, САД              | • Награда за признање |
| 1998   | Taos Talking Pictures филмски фестивал             | Таос, САД                     | • Награда Maverick за визију у филму                                                                                         |
| 1998   | 21. филмски фестивал у Денверу                     | Денвер, САД                   | • Изузетно достигнуће у филмској уметности                                                                                   |
| 1998   | Чешки књижевни фонд                                | Чешка                         | • Најбољи режисер године |
| 2000   | Југословенска кинотека                             | Београд, Србија               | • Златни печат за велики допринос унапређењу филмске уметности                                                               |
| 2001   | Масарикова академија уметности                     | Праг, Чешка                   | • Награда за животно дело |
| 2002   | 10. Арт Филм Фест                                  | Тренчинске Тјеплице, Словачка | • Златна камера за изузетна достигнућа у кинематографији и животни уметнички допринос словачкој кинематографији              |
| 2003   | Влада Словачке                                     | Словачка                      | • Pribina Cross, Second Class                                                                                                |
| 2003   | Награде чешког лава 2002                           | Чешка                         | • Лична награда за изузетна достигнућа у кинематографији и животни уметнички допринос чешкој кинематографији                 |
| 2008   | 43. Међународни филмски фестивал у Карловим Варима | Карлове Вари, Чешка           | • Специјални Кристални глобус за изузетна достигнућа у кинематографији и животни уметнички допринос светској кинематографији |
| 2009   | Културно удружење за награду Premio Elsa Morante   | Португал                      | • Premia Elsa Morante, Награда за кинематографију                                                                            |
| 2012   | Међународни филмски фестивал у Хихону              | Гијон, Шпанија                | • Лична награда за изузетна достигнућа у кинематографији и животни уметнички допринос светској кинематографији               |

## Позориште
- Casanova (1995) ballet, Laterna Magica, Prague, Czech Republic
- Krútňava (1999) opera, Slovak National Theatre, Bratislava, Slovakia
- Svätopluk (2008) opera, Slovak National Theatre, Bratislava, Slovakia

## Изложбе
- Париз (2000), Француска
- Берлин (2004), Немачка, Италија (2004)
- Праг (2004, 2005), Чешка Република
- Галерија Миро, Братислава (2009), Словачка
  - Председничка палата, Братислава (2009), Словачка
- 6 изложби (2010), Чешка Република